# Équipe de France féminine de basket-ball à trois
Cet article traite de l'équipe féminine de basket-ball à trois. Pour l'équipe masculine de basket-ball à trois, voir Équipe de France masculine de basket-ball à trois.
Maillots
L’équipe de France de basket-ball à trois est la sélection qui représente la France dans les compétitions internationales féminines de basket-ball à trois.

## Histoire

### 2016
Ne se classant que quatrième du tournoi de qualification derrière l’Italie, la Russie et l’Espagne, l’équipe de France ne qualifie pas pour le championnat d'Europe 2016.
L'équipe de France féminine dispute le championnat du monde 3×3 à Guangzhou (Chine) du 11 au 15 octobre 2016 sous la direction de Richard Billant assisté d'Irène Ottenhof avec Sandra Dijon, Perrine Leleuch, Alice Nayo et Sabrina Palie. Pour ses débuts, l'équipe de France s'impose sur la Roumanie 21 à 11. Avec leur adresse (8/11 à 2 pts), les Bleues s'imposent également en 21 points face aux Tchèques. Lors de la deuxième journée, les Françaises s’imposent face aux Iles Cook 21 à 6. Puis malgré leur défaite (17-21) face à la Chine (battue plus tôt 10 à 21 par la République Tchèque), les Bleues conservent la première place de leur poule et rejoignent les quarts de finale qui les verra opposées à l'Ukraine. En quart de finale, l’Ukraine domine 10 à 21 la France, puis élimine en demi-finales les États-Unis 21 à 18 avant de céder en finale face à la République tchèque 20 à 14.

### 2018
L'équipe de France est qualifiée pour le championnat du monde 3×3 organisé du 8 au 12 juin à Manille (Philippines). Lors de la première journée, la France commence par une victoire 19 à 9 sur l'Argentine (19-9) mais échoue face à la Chine (14-16). Après leurs victoires sur le Kazakhstan (21-10) et la Suisse (21-16), les Bleues se classent deuxième de leur groupe derrière la Chine, invaincue, et se qualifient pour les quarts de finale. Les Bleues battent les Espagnoles en quarts de finale 17 à 19, mais cèdent en demi-finale 17 à 19 contre les Russes. Toutefois, les Françaises trouvent les ressources mentales pour disposer 21 à 14 de Chinoises qui les avaient défaites en phase de poule et remporter la médaille de bronze (première médaille depuis 2012) et compléter le podium d'une compétition remportée par les Italiennes face aux Russes.
L'équipe de France participe à Poitiers du 29 au 30 juin 2018 aux qualifications pour le championnat d'Europe 3×3 organisé à Bucarest (Roumanie) du 14 au 16 septembre 2018. Avec trois victoires contre Turquie (20-4), la République Tchèque (15-9) et Biélorussie (17-7), la France se qualifie pour l'Euro. Une autre sélection U23 composée d'Assitan Koné, Marie Mané, Victoria Majekodunmi et Caroline Hériaud remporte les Jeux méditerranéens.

### 2019
L'équipe de France, qualifiée pour le championnat du monde 3×3 aux Pays-Bas du 18 au 23 juin 2019, remporte la médaille de bronze,.
Du 21 au 24 juin également, une autre sélection française remporte les Jeux européens organisés à Minsk (Biélorussie).
L'équipe de France, qualifiée pour le championnat d'Europe 3×3 à Debrecen (Hongrie) du 30 août au 1er septembre 2019, remporte la médaille d'or,. Ana Filip est élue meilleure joueuse du championnat d'Europe :

### 2021
L'équipe de France se qualifie pour le tournoi olympique par une dernière victoire obtenue 15 à 14 sur le Japon. Elle se classe quatrième au tournoi olympique puis troisième de la Coupe d'Europe en septembre 2021.

### 2022
Les Françaises sont championnes du monde en octobre, avec Coline Franchelin, Camille Droguet, Anna Ngo Ndjock et Sixtine Macquet.

### 2024
Qualifiée pour le tournoi olympique, l'équipe de France bénéficie d'un fort investissement fédéral avec la sortie de huit joueuses de leurs clubs de 5x5 sur une saison afin de s'entraîner ensemble, mais elle déçoit en se classant huitième et dernière, avec Marie-Eve Paget, Laëtitia Guapo, Hortense Limouzin et Myriam Djekoundade.

## Résultats

### Palmarès
| Compétitions mondiales | Compétitions continentales | Autres compétitions                                               |
| --- | --- | ----------------------------------------------------------------- |
| - Jeux olympiques - Néant - Coupe du monde (1) - Vainqueur en 2022 - Finaliste en 2012 et 2023 - Troisième en 2018 et 2019 | - Coupe d'Europe (3) - Vainqueur en 2018, 2019 et 2022 - Finaliste en 2024 - Troisième en 2021 - Jeux européens (1) - Vainqueur en 2019 - Finaliste en 2023 | - Jeux méditerranéens (1) - Vainqueur en 2018 - Finaliste en 2022 |

### Parcours en compétitions internationales

#### Jeux olympiques
| Année | Position |      | Année | Position |
| 2020  | 4e       | 2028 | -     |          |
| 2024  | 8e       | 2032 | -     |          |

#### Coupe du monde
| Année | Position  |      | Année     | Position     |   | Année | Position |
| 2012  | Finaliste | 2019 | Troisième | 2027         | - |       |          |
| 2014  | 5e        | 2022 | Vainqueur | Pays inconnu | - |       |          |
| 2016  | 5e        | 2023 | Finaliste | Pays inconnu | - |       |          |
| 2017  | 10e       | 2025 | 8e        | Pays inconnu | - |       |          |
| 2018  | Troisième | 2026 | -         | Pays inconnu | - |       |          |

#### Coupe d'Europe
| Année | Position      |      | Année     | Position     |   | Année | Position |
| 2014  | Non qualifiée | 2021 | Troisième | 2026         | - |       |          |
| 2016  | Non qualifiée | 2022 | Vainqueur | Pays inconnu | - |       |          |
| 2017  | 4e            | 2023 | 6e        | Pays inconnu | - |       |          |
| 2018  | Vainqueur     | 2024 | Finaliste | Pays inconnu | - |       |          |
| 2019  | Vainqueur     | 2025 | -         | Pays inconnu | - |       |          |